# 冀南日报
《冀南日报》是抗战时期由冀南根据地文化界抗敌协会主办的报纸，后一度作为中共冀南区党委的机关报。

## 创刊
1939年9月18日，在冀南行政主任公署（杨秀峰为主任，宋任穷为副主任）成立周年纪念之后，委托冀南文化界抗敌协会（简称“冀南文协”）筹办报纸，担负根据地的新闻和文化事业以及对敌宣传斗争的重要任务。首任社长为艾大炎，莫循任总编辑。

## 沿革
起初为油印，三日出一期，四开四版。至1939年底改为石印。到1940年春，发行量增加到10000份。
1940年4月，《冀南日报》改为区党委机关报，总编辑莫循兼任社长。此时报纸有地方新闻、国内新闻，介绍各地抗敌战况，并有国际新闻，分析国际时事；报社还出版了《通讯员》半月刊，后改为月刊。
1942年4月29日，侵华日軍对冀南根据地施行“铁壁合围”，华北敌后抗战转入一艰难残酷时期，《冀南日报》停刊。
1945年9月11日报纸复刊。
1949年8月1日并入《河北日报》。

## 资料
1. ↑  见中共党史出版社《晋冀鲁豫根据地大事记》（1937——1949）中冀南行政主任公署成立[]一节。
2. ↑  事见“抗日战争纪念网”《河北抗战历史大事记1941-1945 （页面存档备份，存于）》之记载。